# The Ring (filme de 1927)
The Ring é um filme mudo dirigido por Alfred Hitchcock e lançado em 1927.
Jack One Round é um lutador de boxe que realiza frequentemente lutas de exibição. Sem revelar sua verdadeira identidade, um campeão australiano que se apaixonou pela esposa de Jack o desafia para um combate.